# Iloilo (prowincja)

Iloilo

Iloilo – prowincja na Filipinach, położona w południowej części wyspy Panay w regionie Western Visayas.
Od północy graniczy z prowincją Capiz. Od zachodu graniczy z prowincją Antique. Od południa poprzez cieśniny z wyspą Guimaras i z wyspą Negros. Powierzchnia: 4829,1 km². Liczba ludności: 1 691 878 mieszkańców (2007). Gęstość zaludnienia wynosi 350,4 mieszk./km². Stolicą prowincji jest Iloilo.